# Sanktuarium Unserer Lieben Frau der Schmerzen

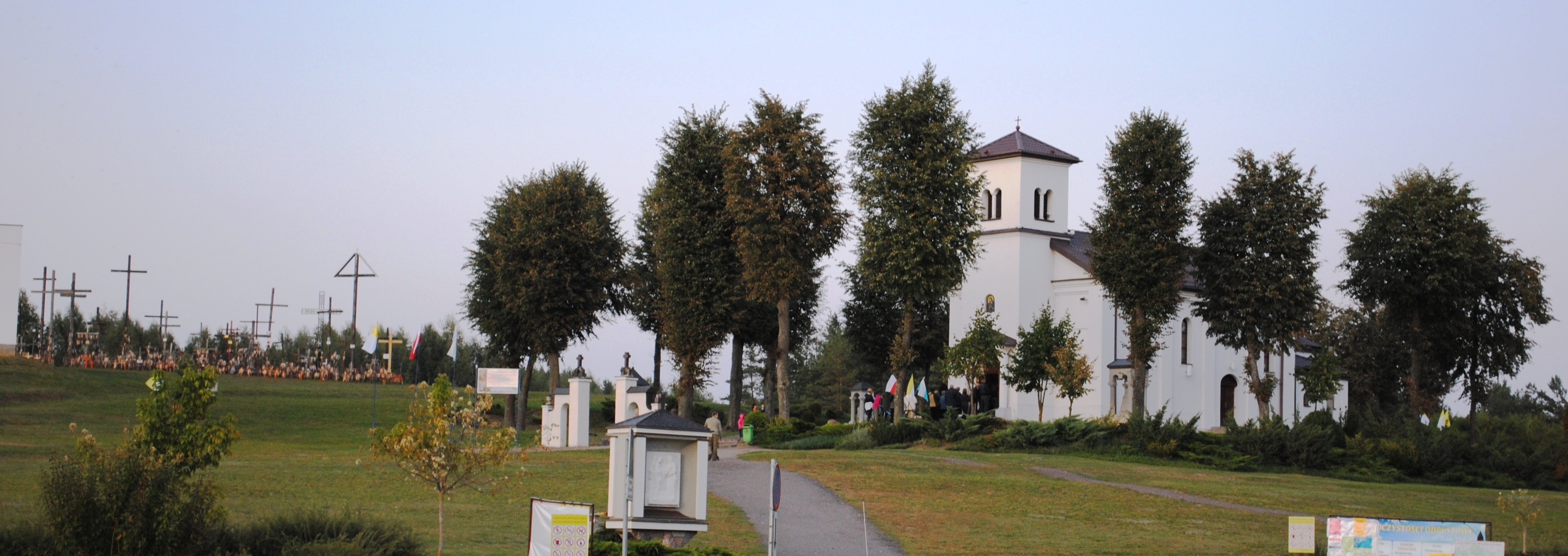
Wallfahrtskirche und Hügel der Kreuze in Święta Woda

Das römisch-katholische Sanktuarium Unserer Lieben Frau der Schmerzen befindet sich in Wasilków in Polen.
Das Heiligtum auf dem Hügel Święta Woda besteht aus einer Kapelle, einer Höhle, einem Kreuzberg, einer Quelle, die Wunderheilungen bewirkt haben soll, und Kapellen am Weg der Sieben Schmerzen Unserer Lieben Frau. Es befindet sich auf der Johannes-Paul-II.-Błonia. Außerdem gibt es die Teiche von Bethsaida und Siloah, das „Straßentor“, Rosenkranzschreine und einen Altar im Freien. Das Sanktuarium in Święta Woda ist eines von neun Heiligtümern der Erzdiözese Białystok.

## Geschichte

### Geschichte der Verehrung
Die heilende Quelle ist von zahlreichen Legenden umgeben, die bis ins Mittelalter zurückreichen. Die erste dokumentierte Heilung fand im Jahr 1719 statt, als der damalige Pächter der Papierfabrik Supraśl, Bazyli Samotyja Lenczewski, dank Wasser aus einer wundersamen Quelle von seiner Blindheit geheilt wurde. Aus Dankbarkeit ließ der geheilte Adlige an der Quelle eine Holzkapelle errichten, die am 10. Freitag nach Ostern 1719 vom Abt der Basilianer von Supraśl mit dem Segen des unierten Metropoliten, Erzbischof Leon Kiszka, geweiht wurde. Von diesem Zeitpunkt an wurde die Kapelle von Eremiten der Basilianer betreut.
Ein bedeutendes Ereignis in der Entwicklung der Wallfahrt nach Święta Woda war die Gewährung von Ablassprivilegien am 18. Januar 1778 durch den Heiligen Stuhl und ein weiteres am 21. Juni 1815 durch den unierten Bischof von Brest, Jozafat Bułhak.
Im Jahr 1839 löste die Synode von Polozk, deren Beschlüsse später von Zar Nikolaus I. bestätigt wurden, die unierte Kirche in den Gebieten des Russischen Reiches (mit Ausnahme der Diözese Chełm) auf. Dies war Teil der russischen Politik gegenüber den Unierten. Sie dauerte mehrere Jahrzehnte und stand im Zusammenhang mit den Repressionen nach dem Novemberaufstand. Infolgedessen wurde Święta Woda, wie auch das nahegelegene Kloster in Supraśl, dem orthodoxen Klerus und der Verehrung der Muttergottes der Schmerzen übergeben.
Als Folge des Ersten Weltkriegs verließen orthodoxe Geistliche das Gebiet Polens (Bieżeństwo) und begaben sich nach Russland, wobei sie unter anderem das Bild Unserer Lieben Frau der Schmerzen mitnahmen. Seit der Wiedererlangung der Unabhängigkeit Polens im Jahr 1921 steht der Ort unter der Obhut der römisch-katholischen Kirche. Am 27. August 2006 wurde das Bild Unserer Lieben Frau der Schmerzen inthronisiert.

### Geschichte des Sanktuariums
Im Jahr 1876 wurde anstelle der hölzernen unierten (griechisch-katholischen) Kapelle eine orthodoxe Kapelle errichtet, die am 30. November 1921 von der römisch-katholischen Kirche übernommen wurde. Im Zweiten Weltkrieg wurde diese Kapelle zerstört. Sie wurde 1949 von Pater Wacław Rabczyński wieder aufgebaut. Er erbaute 1953 über der heiligen Quelle eine Höhle nach dem Vorbild der Lourdesgrotte. Erzbischof  Stanisław Szymecki von Białystok gründete 1997 ein Sanktuarium in Święta Woda und am 23. Dezember 1998 eine Pfarrei, die er Pfarrei der Verklärung des Herrn nannte. Als erster Verwalter und Pfarrer des Heiligtums des Sanktuariums wurde Alfred Butwiłowski ernannt.

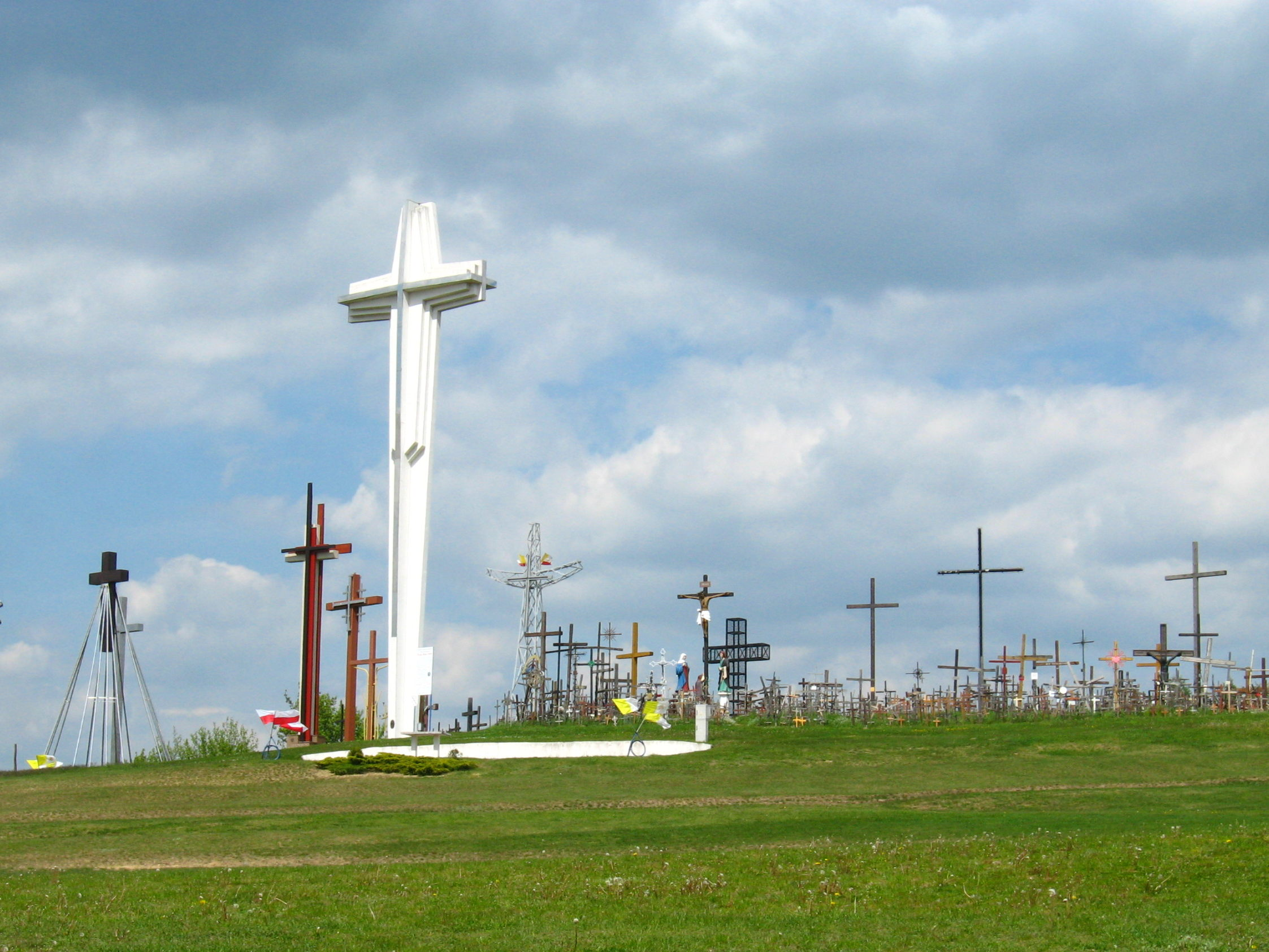
Kreuze auf dem Berg des Sanktuarium Unserer Lieben Frau der Schmerzen. Das große weiße Kreuz hat eine Höhe von 25 Metern

## Berg der Kreuze
Im Jubiläumsjahr 2000 begann man mit der Aufstellung von Votivkreuzen auf dem Hügel neben der Kirche, heute genannt der „Berg der Kreuze“. Das höchste dieser Kreuze, das Jubiläumskreuz, hat eine Höhe von 25 Metern und einen 8 Meter langen Querbalken. Die von Johannes Paul II. am 6. März und 4. Oktober 2000 im Vatikan gesegneten Kreuze befinden sich jedoch im Gebäude. Der Organisator der Pfarrei Pater  A. Butwiłowski restaurierte in den folgenden Jahren die Kirche und baute ein Pfarrhaus und das Pilger- und Touristenzentrum. Am 14. April 2013 wurde auf dem Berg der Kreuze das Smolensker Kreuz enthüllt, das den Opfern des Absturzes der polnischen Tu-154M in Smolensk gewidmet ist.